# Маринер-7
Ма́ринер-7 (англ. Mariner 7, букв. — моряк, Mariner Mars 69B) — автоматическая межпланетная станция программы НАСА Маринер для изучения Марса с пролётной траектории. 5 августа 1969 года Маринер-7 совершил успешный облёт Марса на минимальном расстоянии 3430 км, были получены снимки поверхности планеты. Маринер-7 стал вторым космическим аппаратом, который провёл исследование состава атмосферы Марса с применением спектроскопических методик и определение температуры поверхности по измерениям инфракрасного излучения.

## Конструкция

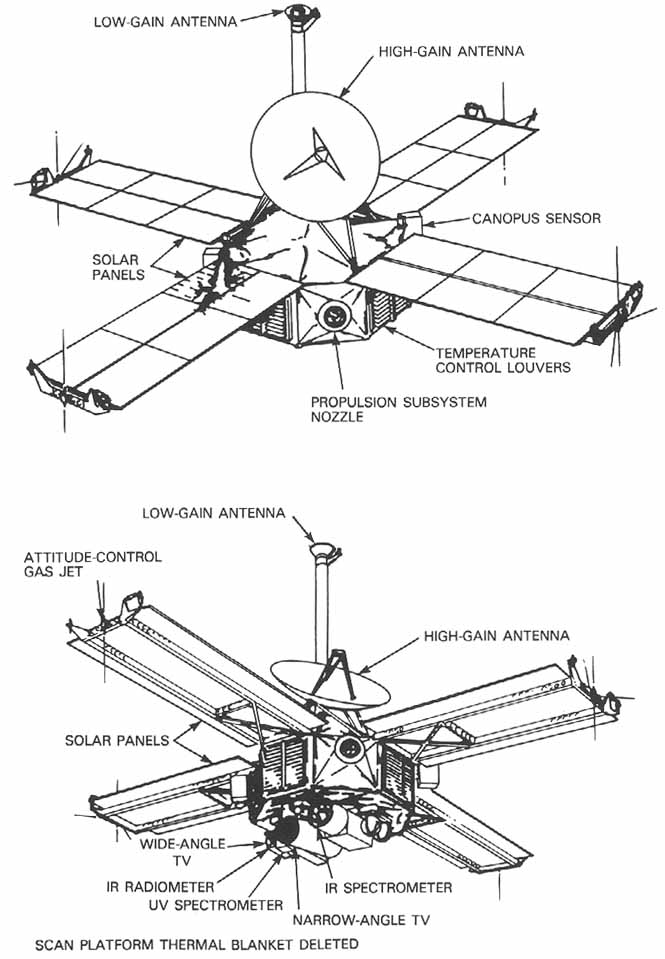
Схема Маринера-7

Маринер-7 являлся космическим аппаратом третьего поколения из серии Маринер (наряду с Маринер-6). Головная организация по проектированию, изготовлению и испытаниям — Лаборатория реактивного движения (Jet Propulsion Laboratory или JPL). Разработка отдельных систем выполнялась различными промышленными организациями. Разработка научных приборов осуществлялась с участием высших учебных заведений. Проектирование было начато в конце 1965 года и в основном закончилось в 1967 году.
Корпус космического аппарата имеет форму восьмигранника 138,4 см в ширину и 45,7 см в высоту. Корпус из магниевого сплава, негерметичный. Четыре солнечные батареи с размахом 5,79 м прикреплены к верхней части аппарата. Параболическая антенна диаметром 116,8 см с высоким коэффициентом усиления установлена в верхней части аппарата, а всенаправленная антенна с низким коэффициентом усиления закреплена на мачте высотой в 223,5 см установленной рядом с параболической антенной. Общая высота космического аппарата составила 3,35 метра, а масса 411,8 кг. Корпус разделен на восемь отсеков в которых разместилось электронная аппаратура, кабели, коррекционная двигательная установка, ёмкости с газом для системы ориентации и регулирующие устройства. В центре нижней поверхности корпуса размещена двухосная сканирующая платформа.
Питание для всех систем Маринера-7 обеспечивали 17472 фотоэлементов, собранных в четыре панели размером 215×90 см, которые могли выработать до 449 Вт около Марса, энергия накапливалась в 18-элементном серебряно-цинковом аккумуляторе ёмкостью 1200 Вт·час.
Для коррекции траектории использовался двигатель развивающий 222 Н тяги который работал на однокомпонентном гидразиновом топливе.
Полная, трехосная ориентация аппарата осуществлялось 12 микродвигателями работающими на сжатом азоте, которые были установлены на концах панелей солнечных батарей. В системе ориентации имелись три гироскопа. Сведения об ориентации космического аппарата давали солнечные датчики (два основных и четыре вспомогательных) и датчик звезды Канопус.
Аппаратура связи на Маринере-7 состояла из дублированного радиопередатчика S-диапазона (2195 МГц) мощностью 20 ватт и одного радиоприёмника. Аппаратура могла отправлять и получать данные через всенаправленную антенну с низким коэффициентом усиления и направленную антенну с высоким коэффициентом усиления. Скоростью передачи данных через параболическую направленную антенну 16 200 бит/с. Данные могли также сохраняться для последующей передачи на бортовых магнитофонах: цифровом ёмкостью 13000000 бит и аналоговом ёмкостью 120000000 бит.
Работа всей электроники находились под контролем командной подсистемы которая могла обрабатывать любую из полученных с Земли команд (53 непосредственные команды в виде слов, 5 контрольных команд или 4 команды имеющие числовое значение необходимые для выполнения коррекции траектории). Центральный компьютер и программно-временное устройство общим весом 11,8 кг отрабатывали хранящиеся в памяти служебные команды, выполняемые последовательно через определенные промежутки времени. В качестве эталона времени применялась синхронизирующая частота 2,4 кГц.
Температурный режим поддерживался за счёт использования установленных над 6 отсеками с электроникой панелей c жалюзи, а также многослойной термоизоляции, защитных экранов из полированного алюминия и специальной обработки внешних поверхностей.
В каждом из космических аппаратов третьего поколения — Маринер-6 и Маринер-7 — использовано большое количество интегральных схем (2682 шт). Суммарное количество электронных компонент (конденсаторов, резисторов, диодов, транзисторов, интегральных схем и др.) 24520. При пересчете интегральных схем на дискретные элементы суммарное количество электронных компонент 98764. Электронная аппаратура работала в вакууме, только бортовые магнитофоны имели герметичный корпус. Для реализации функциональных возможностей Маринера-7 весом 411,8 кг при использовании дискретных элементов потребовался бы космический аппарат весом более 1 тонны. Так считали специалисты Лаборатории реактивного движения — разработчики космических аппаратов Маринер.

### Научные приборы
На Маринер-7 установлены следующие научные приборы:
- ультрафиолетовый спектрометр;
- двухканальный инфракрасный спектрометр;
- двухканальный инфракрасный радиометр;
- узкоугольная телевизионная камера для получения снимков Марса;
- широкоугольная телевизионная камера для получения снимков Марса.
- Для эксперимента по радиозатмению научные приборы не требовались

Научные приборы размещены на двухосной сканирующей платформе. Платформа направляет приборы на заданные участки поверхности при пролёте Маринера вблизи Марса.
Узкоугольная телевизионная камера при расстоянии до поверхности Марса 3500 км могла сфотографировать участок поверхности 72х84 км причем различимые детали поверхности 300 м, а широкоугольная телевизионная камера участок 720×840 км с разрешением 3 км. Объектив камеры создавал на видиконе прямоугольную картинку размером 9,6×12,3 мм. Она преобразовывалась в телевизионное изображение состоящее из 704 строк с 935 элементами в строке, каждый элемент кодировался по 256 уровням яркости. Таким образом каждый снимок содержал около 5000000 бит информации, примерно в двадцать раз больше снимка Маринера-4.
Программа научных исследований:
- Получение снимков для изучения состояния и свойств поверхности Марса а также облаков, дымки в атмосфере;
- Исследование состава атмосферы с применением спектроскопических методик;
- Определение параметров атмосферы (в том числе давления) на основании данных эксперимента по радиозатмению;
- Определение температуры поверхности по измерениям инфракрасного излучения Марса.

Все бортовое научное оборудование предназначалось для исследования Марса, экспериментов по изучению межпланетного космического пространства Маринер-7 не проводил.

## Ход полёта

### Запуск
Маринер-7 был запущен 27 марта 1969 года с космодрома на мысе Канаверал ракетой-носителем Атлас-SLV3C c разгонным блоком Центавр D.
Коррекция проведена 8 апреля 1969 года с включением двигателя на 7,6 секунд.

### Пролёт около Марса

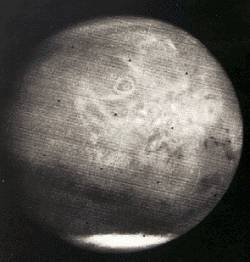
Фото Марса «Маринера 7»

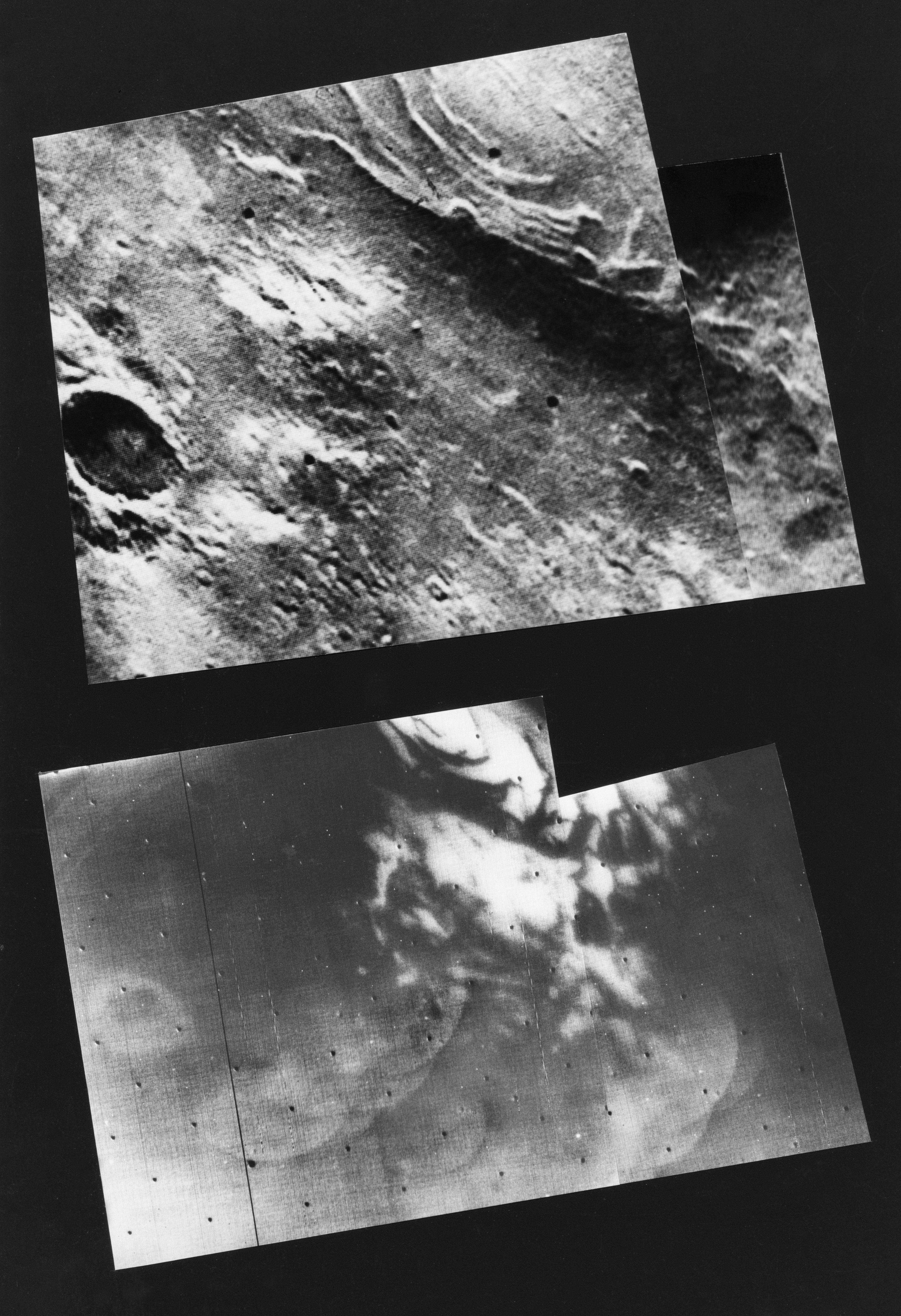
Детальные фото поверхности Марса

Фотографирование Марса проводилось в два этапа: 1) при сближении с планетой и 2) при прохождении в непосредственной близости от поверхности планеты.
За 2 часа до первого сеанса съемки диска Марса программно-временное устройство дало команды на разогрев научных приборов, включение системы преобразования данных, магнитофонов и механизма сканирующей платформы. Включается инфракрасный датчик дальнего захвата Марса который вырабатывает направление на центр диска планеты. Сканирующая платформа работает в режиме автоматического сопровождения по сигналам этого датчика.
Маринер-7 провел три сеанса съемки диска планеты с помощью узкоугольной камеры. Первый сеанс длительностью 20 часов начался при
расстояние между планетой и Маринером-7 равном 1716000 км. Полученные снимки были записаны на аналоговый магнитофон и после окончания сеанса съемки за три часа были приняты на 63-метровую антенну станции дальней космической связи в Голдстоуне. Запись снимков на магнитной ленте была стерта. Второй сеанс продолжался 20 часов. Полученные снимки передали на Землю а запись стерли. Третий сеансы также продолжался 20 часов. Третий сеанс закончился на удалении 127000 км от Марса. Запись после передачи снимков на Землю стерли. Маринер-7 получил 93 снимка с большого расстояния.
При дальнейшем сближении с Марсом осуществляется захват линии горизонта планеты двумя узкоугольными датчиками горизонта и сканирующая платформа переводится в режим сканирования по диску планеты. Пределы сканирования по двум осям составляют 215 и 64 градуса. Результаты измерений физических параметров планеты и её атмосферы по трассе сканирования, периодически пересекающей диск планеты, записываются в цифровом коде на магнитофон. Одновременно получаются телевизионные изображения отдельных участков Марса на трассе сканирования.
Маринер-7 вначале сфотографировал с близкого расстояния участок который начинался севернее экватора и тянулся к юго-востоку. На этом участке расположены область Hellespontus и пустыня Hellas. Затем
Маринер-7 сфотографировал южную полярную шапку. По результатам съёмки Марса с большого расстояния которую провел Маринер-6 программа съёмки для Маринера-7 была изменена и вместо ранее запланированных трех широкоугольных снимков было получено пять широкоугольных снимков южной полярной шапки.
Маринер-7 пролетел возле Марса 05:00:49 UT 5 августа 1969 г. Минимальное расстояние составило 3430 км в 05:00:49 UT 5 августа. Космический аппарат находился в этот момент на расстоянии более 96 миллионов км от Земли. Маринер-7 получил 33 снимка с близкого расстояния которые были записаны на аналоговый магнитофон. Данные научных приборов и снимки в течение нескольких следующих дней были переданы на Землю.
Затем Маринер-7 продолжил работу в режиме межпланетного полета.
Из-за неполадок системы охлаждения первый канал инфракрасного спектрометра недостаточно охладился поэтому измерения в диапазоне 6-14 микрон провести было невозможно.

### Окончание полета
Автоматическая межпланетная станция Маринер-7 находится на гелиоцентрической орбите.

## Научные результаты
Маринер-6 и Маринер-7 засняли с близкого расстояния при помощи широкоугольной телевизионной камеры около 20 % поверхности Марса (значительно больше, по сравнению с 1% Маринера-4).
Выявлены участки поверхности трех типов: 1) области покрытые кратерами, 2) хаотические области покрытые беспорядочной сетью коротких хребтов и долин шириной 1-3 и длиной 2-10 км, 3) области на которых нет деталей рельефа. На светлой круглой области Эллада (Hellas) нет ни кратеров ни каких-либо других деталей рельефа вплоть до предела разрешения узкоугольной телекамеры равного примерно 300 м. Между этими тремя типами существует много переходных вариантов.
Обнаружены кратеры двух видов: большие кратеры с плоским дном, малые кратеры котлообразной формы. Величина отношения диаметра кратера к глубине от 100 до 1.
Некоторые оазисы отождествлены с крупными кратерами у которых темное дно (Juventae Fons) или группами кратеров (Oxia Pallus). Марсианские каналы распознаются как вытянутые сплошные темные образования (Agathodaemon, Cerberus), как линейные цепочки нескольких кратеров с темным дном (Cantabras, Gehon), как цепочки темных пятен неправильной формы.
На одном из снимков Маринера-7 с близкого расстояния зафиксирована тень Фобоса на диске Марса. При анализе снимка определено что Фобос в сечении эллиптический, его размеры вдвое больше вычисленных Дж. Койпером и альбедо его поверхности 5—6 %.
В атмосфере, по данным ультрафиолетового спектрометра, не обнаружен азот и окислы азота. До полета Маринера-4 астрономы полагали что марсианская атмосфера состоит в основном из азота и исходя из этой предпосылки предлагали модели состава атмосферы. На основании эксперимента по радиозатмению Маринера-4 с учётом спектроскопических наблюдений с Земли установлено что углекислого газа не менее 80 %. Спектрометрическими измерениями Маринера-6 и Маринера-7 установлено что атмосфера на 98 % состоит из углекислого газа.
Инфракрасный спектрометр обнаружил полосы твёрдой CO2.
Полярные шапки по крайней мере частично состоят из твердой углекислоты.
Маринер-7 при помощи инфракрасного радиометра измерил температуру в 200 участках южной полярной шапки. Минимальная температура достигает −153 °C. Столь низкая температура подтверждает, что полярные шапки по крайней мере частично состоят из твердой углекислоты.
Температуры поверхности по данным инфракрасного спектрометра
были значительно, на примерно 50 градусов, выше температур по данным инфракрасного радиометра. Возможно причиной расхождения является то что поле зрения радиометра существенно меньше поля зрения спектрометра.
Проводилось зондирование атмосферы методом радиозатмения. Передача сигнала Маринера-7 шла на частоте 2195 МГц. Космический аппарат скрылся за диском Марса в районе южной полярной шапки, около темной области Hellespontica Depressio 60 с. ш., 332 в. д. Давление там составило 3,8 мб. Радиозатмение продолжалось 40 минут. Маринер-7 вышел из-за диска Марса в точке с координатами 37 с. ш., 148 в. д.